# Neobidessus youngi
Neobidessus youngi är en skalbaggsart som först beskrevs av John Henry Leech 1948.  Neobidessus youngi ingår i släktet Neobidessus och familjen dykare. Inga underarter finns listade i Catalogue of Life.